# Corrado Rizza
Corrado Rizza (Roma, 4 agosto 1961) è un disc jockey, produttore discografico, regista e scrittore italiano.

## Biografia
Dai primi anni '80, ha lavorato come disc-jockey nei principali locali di Roma, iniziando con Marco Trani all'Histeria di Roma dal 1983 al 1986 in qualità di "secondo" e tecnico delle luci. Nel 1986 è diventato il dj dell'Histeria e vi è rimasto fino al 1988, quando è stato chiamato dal Gilda di Roma, dove ha lavorato per quattro anni, diventando uno dei dj più popolari dell'area romana. Nei periodi estivi era dj resident del Miraggio di Fregene.
Alla fine degli anni '80, con l'avvento della Italo house, ha iniziato la sua attività di produttore discografico e remixer, collaborando con artisti, deejay e musicisti italiani e stranieri.
Insieme a Gino Woody Bianchi e Domenico Scuteri, nel 1991 ha fondato lo studio di registrazione e produzione Wax Production.
L'anno successivo, dopo la partecipazione al Festival di Sanremo, su richiesta della RCA italiana, è uscito il remix di È una nanna di Scialpi, curato dallo stesso trio e arrangiato dal musicista Elvio Moratto.
Dal 1992 ha lavorato come dj al Joy di Roma fino al 1994, quando ha deciso di dedicarsi a tempo pieno alla produzione musicale, mantenendo comunque anche la sua attività di dj. Tale attività lo ha portato in giro per il mondo, fino ad arrivare a Miami, dove ormai risiede e lavora da anni. In quegli stessi anni ha composto con Domenico Scuteri e Gino Bianchi colonne sonore per Verso Sud di Pasquale Pozzessere (1992) e Anche i commercialisti hanno un'anima di Maurizio Ponzi (1994). Inoltre, nel 1993 ha curato l'extended mix di Ammassati e Distanti di Riccardo Cocciante.
Sempre insieme a Domenico Scuteri e Gino Woody Bianchi ha prodotto nel 1997 l'album Acid Jazz dei Jive – No Big Deal (Lemon Records).
Nel 2000 è stato il produttore del doppio album elettropop Harmonoize dei Kitchentools (DJ Dozzy, Jacopo Carreras e Michele Braga) su etichetta Virgin Records.
A partire da quello stesso anno e fino al 2007 ha lavorato con la Universo/Hit Mania di Roma e dal 2007 al 2009 con la Time Records di Brescia, con le quali ha svolto il ruolo di Strategic Marketing Director, compilando e coordinando numerose compilation, tra cui alcune Hit Mania Dance e alcune Euro Dance, oltre a molti cofanetti quali: Le Più Belle Canzoni Italiane di sempre, Top 100 Love, Top 100 Juke Box, I grandi Cantautori italiani, Dee Jay Parade/Best, ecc.). Con le 70 000 copie vendute di Hit Mania Dance 1996, raggiunge insieme a Woody Bianchi il disco d'oro e il dodicesimo posto nella classifica assoluta di quell'anno. Nel 2002 è il discografico di Piotta per l'album La grande onda, che contiene l'omonima hit del cantante romano.
Con Fiorello, conosciuto nel 1981 insieme a Claudio Cecchetto quando faceva il dj a Brucoli, ha preso parte nel 2008 alla supervisione artistica del cd Pronto c'è Mike: Telefonate al "vero" Mike Bongiorno, compilato dallo stesso Rizza, e venduto insieme al libro Fenomenologia di Fiorello scritto da Aldo Grasso. In quello stesso anno, è uscita Viva Radio 2 (il meglio del 2008), che contiene il brano inedito Chi Siamo Noi composto insieme a Dom Scuteri e Luca Leonori, con le imitazioni di Fiorello su base House Music.
Con gli stessi Dom Scuteri e Luca Leonori ha scritto e prodotto interamente 12 album di musica tribale inseriti nei cofanetti da 4 cd della compilation Hit Mania Dance dal 2004 al 2007, dal titolo Tribal Mania ed usando lo pseudonimo "Jingle Jungle Boyz".
Tra le sue produzioni discografiche più importanti si ricordano: Black Connection
 (che arriva ai primi posti nella Club Dance Chart in USA nel 1988), Paradise Orchestra
, Strings of Love, Jam Machine, presenti in varie classifiche mondiali e licenziate su molte compilation di dj ed etichette internazionali quali: Pete Tong, Tony Humphries, Joey Negro, Judge Jules, Simon Dunmore, Danny Rampling, Norman Jay, Ministry of Sound, FFRR, Renaissance, Café Mambo, GlitterBox/Defected, ecc.
Nel 2010 con Marco Trani ha scritto il libro I Love the Nightlife (Wax Production) con la prefazione di Roberto D'Agostino.
Nello stesso anno, con il fratello Luigi Rizza, ha realizzato in qualità di regista il documentario Beat Parade in collaborazione con Cinecittà Luce e con la partecipazione di Renzo Arbore.
Sempre come regista, nel 2014 ha realizzato Strani Ritmi (Time Records) dedicato al dj Marco Trani suo amico e collega scomparso nel 2013. Tra le varie interviste, spiccano quelle di Jovanotti, Albertino, Claudio Coccoluto, Carlo Verdone, Boy George e David Morales.
Sempre nel 2014 ha partecipato al film documentaristico di Antonello Sarno Giulio Cesare - Compagni di scuola prodotto in occasione degli 80 anni del Liceo classico statale Giulio Cesare di Roma insieme a molte altre personalità tra cui Maurizio Costanzo, Franco Frattini e Antonello Venditti, risultando l'unico special guest che non ha frequentato il liceo stesso.
Due anni dopo, ha scritto Anni Vinilici - Io e Marco Trani 2 dj (ed. Vololibero), in cui ha raccontato gli anni '80 e la sua grande amicizia con Marco Trani.
Nel 2019 Corrado Rizza ha diretto e prodotto un film documentario intitolato Larry's Garage sul dj Larry Levan del Paradise Garage di New York City.
L'anno successivo partecipa al documentario Disco Ruin di Lisa Bosi e Francesca Zerbetto.
Il 21 settembre 2021, ottavo anniversario della scomparsa dell'amico Marco Trani, esce il documentario "Roma Caput Disco", che racconta la nascita delle discoteche a Roma e l'evoluzione della professione del disc jockey. Il documentario è stato trasmesso da RAI5 il 18 gennaio successivo.
Nel 2023, Dino's Dark Room di Corrado Rizza dedicato alla figura di Dino Pedriali ha vinto il premio al miglior documentario italiano al Rome Indipendent Film Festival.

## Filmografia
- Beat Parade - Viaggio nel mondo dei giovani anni 60 - Istituto Luce, 2011 - Regista con Luigi Rizza
- Strani Ritmi - La storia del dj Marco Trani - Time Records, 2014 - Regista
- Larry's garage - documentario[53] - Regista
- Roma Caput Disco - documentario - Regista
- Piper Generation - documentario[54] - Regista
- Dino’s Dark Room. La storia del fotografo Dino Pedriali  - documentario[55] - Regista

## Opere
- Corrado Rizza - Beatles dolce vita. Storie vere Roma Italia 65 - Lampi di stampa, 2005, ISBN 88-488-0430-6[56]
- Corrado Rizza - Perché parliamo inglese se siamo italiani? - Lampi di stampa, 2006,  ISBN 88-488-0470-5[57]
- Corrado Rizza - Piper Generation. Beat, shake & pop art nella Roma anni '60- Lampi di stampa, 2007, ISBN 978-88-488-0582-7[58]
- Corrado Rizza e Marco Trani - I Love the Nightlife - Wax Production, 2010, ISBN 8890193808
- Corrado Rizza - Anni Vinilici - Io e Marco Trani 2 dj - Vololibero Ed., 2016, ISBN 978-88-97637-61-5[59]
- Guido Michelone e Corrado Rizza - The Beatles. Fatti, canzoni, curiosità, Edizioni Theoria, 2020, ISBN 8854981133[60]
- Cristiano Colaizzi e Corrado Rizza - Roma Disco Playlist 1965-1995 - Vololibero, 2023, ISBN 9788832085464
- Guido Michelone e Corrado Rizza - Bowie a Woodstock. Il Duca Bianco nella natura più hippy del mondo, Arcana Edizioni, 2024, ISBN 978-88-9277-276-2
- Corrado Rizza - Il Piper Club - Vololibero, 2025, ISBN 9788832085570

## Discografia essenziale

### Singoli
Singoli realizzati in qualità di produttore e di  autore e/o compositore per la sua etichetta o altre etichette discografiche italiane e straniere.
- 1989 - The Jam Machine feat. Melvin Hudson - Everyday (Gino Woody Bianchi Club Remix) - X-Energy
- 1989 - Paradise Orchestra feat. Melvin Hudson - Satisfy Your Dream (Gino Woody Bianchi Club Remix) - X-Energy
- 1989 - The Strings Of Love - Nothing Has Been Proved (Paul Oakenfold Remix) - X-Energy[61]
- 1991 - Daybreak feat. Karen Jones - Tomorrow (DJ Herbie Remix) - Flying Records[62]
- 1995 - Global Mind featuring Desy Moore – In The Heat (Marshall Jefferson Remix)[63]
- 1997 - Black Connection - Give Me Rhythm  (Full Intention Vocal Club Mix) - Edel (USA)
- 1998 - Black Connection - I'm Gonna Get Ya' Baby (Full Intention Vocal Club Mix) - Virgin Records[64]
- 2008 - Chi Siamo Noi - Fiorello e Baldini (Provenzano & Promiseland Vocal Mix) and (Alex Gaudino Remix) - Time Records
- 2013 - Corrado Rizza presents Black Connection - (Samir Maslo Remix) -  Lemon Cut Records
- 2013 - Corrado Rizza presents Black Connection - Give Me Rhythm (Jay Vegas Remix) - Lemon Cut Records
- 2013 - Corrado Rizza presents Global Mind - In The Heat (Miguel Migs Remixes) - Salted Music
- 2013 - Samir Maslo and Corrado Rizza - Reach For The Sky - In My House
- 2013 - Corrado Rizza - Give Love (Jay Vegas Dub) - Lemon Cut Records
- 2014 - Corrado Rizza feat. Desy Moore - I Can't Fight It (Eric Kupper Remix) -  Lemon Cut Records

### Album
Album prodotti e composti o a cui ha partecipato con brani da lui realizzati.
- 1997 - Jive - No Big Deal - Lemon Records
- 2001 - Kitchentools - Harmonoize - Virgin Records
- 2003 - Jingle Jungle Boyz - Tribal Mania vol. 1, allegato al cofanetto - Hit Mania Dance 2004 - Bmg
- 2004 - Tribal Mania vol. 3, allegato al cofanetto - Hit Mania Dance 2005 - Bmg
- 2005 - Tribal Mania vol. 6, allegato al cofanetto - Hit Mania 2006 - Sony
- 2006 - Tribal Mania vol. 9, allegato al cofanetto - Hit Mania 2007 - Wea
- 2007 - Tribal Mania vol. 11, allegato al cofanetto - Hit Mania 2008 – Sony

### Remix
- 1989 - Marco Conidi - Chi l'ha Detto che l'anima non c'è (Remix by Corrado Rizza) - IT Records
- 1990 - Infobeat - We've Got The Funk (Remix by Gino Woody Bianchi, Corrado Rizza and Dom Scuteri) - Flying Records
- 1991 - Shannon - Let The Music Play (Remix by Gino Woody Bianchi, Corrado Rizza and Dom Scuteri) - Flying Records
- 1992 - Dr. Felix - Baby Takes 2 (Remix by Corrado Rizza and Gino "Woody" Bianchi) - EMI
- 1992 - Shalpy – È una Nanna (Trecentosessantagradi Remix by Gino Woody Bianchi, Corrado Rizza and Dom Scuteri) - RCA
- 1993 - Riccardo Cocciante – Ammassati e Distanti (Remix by Gino Woody Bianchi, Corrado Rizza, Dom Scuteri and Leonardo de Amicis) - Flying Records
- 1994 - K-Idea Featuring Edoardo Bennato - Sono Solo Canzonette (Remix by Gino Woody Bianchi, Corrado Rizza and Dom Scuteri) - Flying Records
- 1996 - Arthur Baker presents Wally Jump Jr. – Turn Me Loose (Remix by Gino Woody Bianchi, Corrado Rizza and Dom Scuteri) - Lemon Records[65]

### Compilation
Compilation mixate.
- 1982 - Garage - The Sound Of The Underground - Mixed by Gino Woody Bianchi and Corrado Rizza – X- Energy/RCA
- 1995 - Hit Parade Dance Champions '95-'96 -  Mixed by Gino Woody Bianchi and Corrado Rizza - Flying Records
- 1995 - Hit Mania Dance 1996 –  Mixed by Gino Woody Bianchi and Corrado Rizza - Flying Records
- 1995 - Dance Revival Vol. 1 –  Mixed by Gino Woody Bianchi and Corrado Rizza - Lemon Records

Compilation realizzate in qualità di curatore, coordinatore e direttore artistico.
- 2001 - Hit Mania Dance Estate 2001 - Universal
- 2002 - Linus presenta Vintage Compilation 2002 - Sony
- 2000 - Euro Dance 7 - Time
- 2002 - i-Tim Tour Compilation 2002 - Universal
- 2004 - The Best 100 Love Songs (cofanetto 7 Cd) - Media Shopping
- 2004 - Hit Mania Dance 2005 - Bmg
- 2005 - Le Più Belle Canzoni Italiane Di Sempre Vol. 1 (cofanetto 7 Cd) - Media Shopping
- 2005 - Hit Mania 2006 - Sony
- 2007 - Top 100 Juke Box (cofanetto 7 Cd) - Media Shopping
- 2007 - Hit Mania 2008 – Sony
- 2007 - Chi siamo noi - Gli inediti di Viva Radio 2 – Fiorello e Baldini - Sony
- 2008 - Pronto, c'è Mike? - Fiorello e Mike Bongiorno - Mixed by Corrado Rizza - Arnoldo Mondadori Editore
- 2008 - Viva Radio 2 (il meglio del 2008) – Fiorello e Baldini – Time/Self
- 2009 - Deejay Parade Collection (cofanetto 5 Cd) – Time Records
- 2010 - I Grandi Cantautori Italiani (cofanetto 5 Cd) – Time Records
- 2013 - Strani Ritmi - La Storia Del DJ Marco Trani - Compilation) – Time Records